# Oberon Media
Oberon Media (також відома як Oberon Games) — приватна компанія-розробник, видавець та дистриб'ютор відеоігор, який, в основному, займається випуском багатоплатформних казуальних відеоігор, і особливо онлайнових відеоігор для соціальних мереж. Також в активі Oberon Media багато мобільних ігор для смартфонів та кишенькових комп'ютерів, інтерактивного телебачення та операційних систем. Найбільшими та постійними партнерами Oberon Media, для яких вона виробляє ігри на замовлення, є компанії Microsoft, AT&T, Yahoo!, Electronic Arts та Orange France.[ангажоване джерело]
Штаб-квартира Oberon Media розташована в Нью-Йорку, а офіси знаходяться в США, країнах Європи та Азії, включаючи Росію.[ангажоване джерело]

## Історія
Oberon Media була заснована у 2003 році.[ангажоване джерело]
31 травня 2007 року Oberon Media придбала компанію I-play, яка на той момент є лідером на ринку мобільних казуальних ігор.[джерело?] Разом з цим Oberon Media повідомила про залучення нових коштів від своїх інвесторів, а саме від Goldman Sachs, Oak Investment Partners, Lehman Brothers та інших. Купівля I-play була зроблена в рамках стратегії Triple Play, яка полягала в завоюванні передових положень на ринку казуальних ігор[ангажоване джерело].
17 липня 2007 року Oberon Media анонсувала покупку компанії PixelPlay, яка була на той момент найбільшим розробником та видавцем комп'ютерних ігор для інтерактивного телебачення. З покупкою PixelPlay Oberon Media завершила свою стратегію Triple Play[ангажоване джерело].
23 жовтня 2007 року Oberon Media та соціальна мережа MySpace анонсували партнерську угоду, за якою Oberon Media створить канал продажу своїх ігор для учасників MySpace, яких на момент цієї угоди налічувалося близько 110 млн.
1 квітня 2008 року компанія THQ анонсувала покупку розробника казуальних ігор, компанію Elephant Entertainment, а також встановлення партнерства з Oberon Media, яке полягатиме в спільній дистрибуції казуальних ігор[ангажоване джерело].
5 січня 2011 Oberon Media анонсувала своє партнерство з компанією Panasonic, а 18 січня того ж року — з компанією Lenovo[ангажоване джерело].
У 2012 провели ребрендинг, змінивши назву на Iplay.
1 червня 2013 року окремі активи Oberon Media були придбані компанією iWin.